# آرگل، فینیستر
آرگل، فینیستر (به فرانسوی: Argol) یک کمون در فرانسه است که در فینیستر واقع شده‌است.

## خصوصیات
آرگل ۳۱٫۷۳ کیلومترمربع مساحت و ۸۱۵ نفر جمعیت دارد.